# Baktrische Sprache
Baktrisch (baktrisch αριαο ariao) ist eine mitteliranische Sprache, die bis zum frühen Mittelalter in Zentralasien von den Baktrern gesprochen wurde. Die baktrische Sprache war die Sprache im von Zentralasien bis nach Indien reichenden Reich der Kuschan. Sie gehört dem nordöstlichen Zweig der iranischen Sprachen an, weist aber auch Gemeinsamkeiten mit Sprachen der westlichen Gruppe und dort besonders mit dem geographisch benachbarten Parthisch auf.

## Verbreitungsgebiet
Im Süden Sogdiens und nördlich des Hindukusch befand sich beiderseits des Flusses Oxus (Amudarja) die antike Landschaft Baktrien, deren Hauptstadt Zariastes, bei den Griechen als Baktra (Βάκτρα) bekannt, der heutigen Stadt Balch (Nord-Afghanistan) entspricht. Die Sprache dieses Landes verdankt ihr Überleben in schriftlichen Quellen vor allem dem Umstand, dass sie im Reich der Kuschana als offizielle Verwaltungssprache das Griechische, das dort seit Alexander dem Großen offiziell verwendet worden war, unter Beibehaltung des griechischen Alphabets ersetzte.

## Schrift
Der auf die griechisch-baktrische Herrschaft zurückgehende Gebrauch des Griechischen wirkt aber insofern weiter, als auch das Baktrische fast ausnahmslos in griechischer (Kursiv-)Schrift geschrieben wurde: unter den Kuschan-Herrschern in einem sehr sorgfältig geschriebenen Monumentalduktus, und später, in nachkuschanischer Zeit, in einer sehr viel kursiveren und nicht immer eindeutigen Form. (Der Hauptunterschied zwischen Kursiv- und Lapidar- oder Monumentalschrift besteht darin, dass die einzelnen Zeichen in der Praxis entweder miteinander verbunden werden oder aber nicht.) Diese „gräko-baktrische“ Schrift umfasst das zusätzliche Zeichen Ϸ ϸ Scho, das für den [⁠ʃ⁠]-Laut steht, verzichtet umgekehrt auf Ξ ξ Xi und Ψ ψ Psi und bedient sich einiger eigenartiger Schreibweisen (etwa wenn υ für h steht). Diese Schrift war übrigens auch dem chinesischen Reisenden Xuanzang (7. Jahrhundert n. Chr.) bekannt, der berichtet, dass die Sprache dieses Landes in einer Schrift mit 25 Zeichen geschrieben werde.

## Material

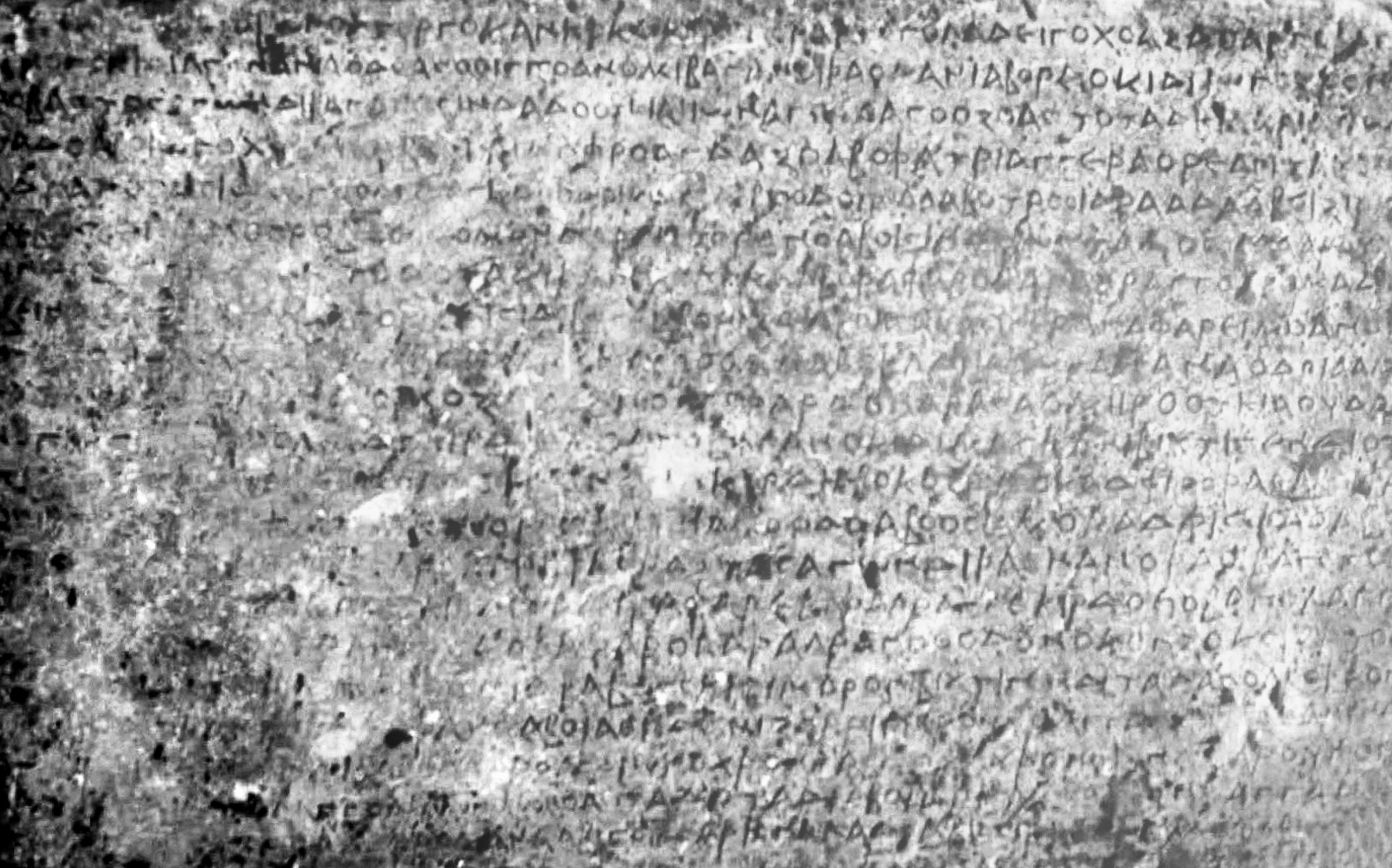
Inschrift von Rabatak

Das Baktrische wurde während der Kuschan-Herrschaft (unter anderem mit den Königen Vima Takto und Kanischka I.) im 1. bis 3. Jahrhundert n. Chr. weit über Baktrien hinaus in andere Teile des Reiches bzw. deren Nachfolgestaaten unter Sasaniden, Hephthaliten und Hunnenvölkern getragen und mindestens bis ins 9. Jahrhundert n. Chr. verwendet. Bezeugt ist es daher auf einem weiten Gebiet durch Münzen und Siegel, Inschriften und, aus späterer Zeit, wohl dem 7. bis 9. Jahrhundert, durch Handschriftenfragmente, vor allem die aus Tuyoq (Turpanoase) stammenden so genannten „Hephthalitenfragmente“. Die jüngsten datierten Inschriften aus den Jahren um 860 n. Chr. stammen aus dem Totschi-Tal (Pakistan), darunter auch je eine Bilingue mit einem Sanskrit- und einem arabischen Paralleltext. Aber dem Umfang und der Bedeutung nach werden alle publizierten Texte, gleich welcher Art und Herkunft, durch die große, vollständig lesbare und weitgehend verständliche 25-Zeilen-Inschrift von Surch Kotal (bei Baglan, Nord-Afghanistan) in den Schatten gestellt. Sie hat die Restaurierung des dortigen Kuschan-Heiligtums unter der Herrschaft Huvischkas zum Gegenstand. Von der Schrift existieren zwei kürzere Parallelfassungen. Ebenfalls von Bedeutung ist die etwa gleich große, nicht ganz so gut erhaltene, 1993 gefundene, auch als „arisch“ bezeichnete, Kalksteininschrift von Rabatak (nordwestlich von Surch Kotal), in der Ereignisse des ersten Regierungsjahres von Kanischka I. und vor allem die Ausbreitung der Kuschan-Herrschaft über Nordindien geschildert werden. Daneben stehen weitere Bauinschriften aus der Gegend von Balch und von Termiz am nördlichen Oxusufer. Reiche Funde stammen aus dem buddhistischen Höhlenkloster vom Kara Tepe in Termiz, neben Gefäßinschriften auch Freskenbeischriften (Graffiti), die offenbar Besuchern des Klosters zu verdanken sind.
Ähnliche „Touristeninschriften“ kennen wir auch aus Afrasiab (heute in Usbekistan) und vom oberen Indus-Tal (Nord-Pakistan). Übertroffen wird all dies aber durch knapp 100 auf Leder geschriebene, offenbar aus den Provinzen Samangan und Bamiyan (Nordafghanistan) stammende Dokumente, großenteils Briefe, zum Teil aber auch Texte juristischen Inhalts.
Eine Stellung ganz für sich nimmt ein in manichäischer Schrift geschriebenes Blatt der „Berliner Turfantexte“ ein, das ein Fragment eines manichäischen Homilientextes in baktrischer (oder jedenfalls dem Baktrischen sehr nahestehender) Sprache enthält. Es stammt offenbar von einer baktrischen „Kolonie“ im Turfangebiet (in Kocho) und zeigt, dass die dortigen Manichäer ebenso wie einige andere Sprachen auch das Baktrische in ihrer eigenen Schrift geschrieben haben, während die Buddhisten jene Schrift verwendeten, die auch bei profaner Zweckbestimmung zum Schreiben diente.